# Josep Coroleu i Inglada
Josep Coroleu i Inglada (Barcelona, 16 d'agost de 1839 - 28 de març de 1895) fou un historiador i polític català.

## Biografia
Estudià als escolapis i més tard es llicencià en dret a la Universitat de Barcelona. De jove fou preceptor dels seus cosins Francesc (Paco) i Alexandre de Riquer Ynglada, fills de la seva tia Elisea Ynglada. El 1860 guanyà un accèssit als Jocs Florals amb una composició poètica patriòtica anomenada Las barras de sanch, on explicava la llegenda de Guifré el Pelós i el naixement de la bandera catalana. El 1864 es traslladà a París, on residí fins a 1868, com a corresponsal del periòdic barceloní El Telégrafo; el 1867, ho era de El Principado. En aquesta etapa, l'any 1867 va conèixer Víctor Balaguer, que hi estava exiliat com a conspirador, al qual mostrà sempre afecte i amistat. Relacionat amb la maçoneria, políticament era d'idees republicanes. El 1869, després de la revolució de setembre de 1868, va ser agregat a l'Ambaixada espanyola a París, on aprofità per a visitar arxius i museus i instruir-se en literatura francesa. Mentre residia en aquesta ciutat, van néixer els dos fills del primer matrimoni i el 1868 morí l'esposa Matilde Gibert.
Tornà a Barcelona i es dedicà a l'estudi de les institucions catalanes medievals. Instigat pel seu amic Josep Antoni Buxeres, investigà els fons de l'Arxiu de la Corona d'Aragó per tal de reivindicar les antigues llibertats catalanes i, en col·laboració amb Josep Pella i Forgas, donà una nova orientació a la historiografia catalana tot publicant Las cortes catalanas (1876), Lo sometent (1877) i Los Fueros de Cataluña (1879), que alguns experts consideren que obren una etapa a la historiografia catalana, amb una base més científica. Autor, en aquests anys, d'altres obres, com ara El feudalismo y la servidumbre de la guerra en Catalunya (1878), Claris i son temps (1878), subtitulat “quadres de costums polítics del segle XVII”. Hom el considera el pare de la historiografia catalanista.
Col·laborava amb assiduïtat en els principals diaris i revistes de Barcelona: La Renaixença, L'Avenç, La Vanguardia, La España Regional, i també Revista de Gerona i La España Moderna, de Madrid.
El 1876 recuperà definitivament l'amistat amb Víctor Balaguer, que durant uns anys s'havia manifestat amb poca intensitat.
Fou admès en la Reial Acadèmia de la Història, i aquesta l'encarregà recopilar documentació sobre les corts catalanes. Edità les cròniques de Bernat Desclot, Ramon Muntaner i Pere III (1885-1886) i un resum del dietari de la Generalitat de Catalunya (1889). Participà en la Renaixença literària i fou quatre cops mantenidor dels Jocs Florals.
L'any 1873 residí a Vilanova, on el 1877 es casà ―en terceres noces― amb Rosa Borràs Ferrer (Vilanova, 1853 - Barcelona, 1935), filla de Josep Borràs Magriñá; l'únic fill del matrimoni, Wifred Coroleu Borràs (Barcelona, 1877 - 1951) va ser metge psiquiatre, forense i publicista.
El 1878 va publicar la Historia de Villanueva y Geltrú, escrita sota la influència i amb un pròleg de Víctor Balaguer, amb el patrocini d'alguns potentats locals, que va ser editada a la impremta de Josep A. Milà Artigas. Durant uns deu anys la seva participació en diverses activitats de la vida cultural i ciutadana de Vilanova fou intensa. Coroleu es preocupà de promocionar la imatge de Vilanova i que el progrés cultural estigués en consonància amb el nivell econòmic que es gaudia.
El 1880 va veure la llum la seva obra Claris i son temps, que va contribuir decisivament a popularitzar la figura de Pau Claris com a cap de la I República catalana en l'imaginari del nacionalisme romàntic català.
Milità, com Balaguer, en el catalanisme progressista. Va ser quatre vegades mantenidor dels Jocs Florals (1872, 1873, 1878 i 1893). El 1880 va prendre part en el I Congrés Catalanista, el 1882 formà part del Consell General del Centre Català, i el 1883 de la Comissió organitzadora del II Congrés Catalanista. Va tenir un protagonisme especial en les primeres etapes de la Unió Catalanista (1891). Membre de la Reial Acadèmia de Bones Lletres (1881) i president de l'Ateneu Barcelonès (1888), coincidint amb l'Exposició Internacional de Barcelona.
Com a jurista, publicà Dels Contractes d'emfiteusi i de rabassa morta (1878) i defensà la conservació integral del dret català al Congrés Català de Jurisconsults (1880). A les Bases de Manresa (1892) va redactar la ponència sobre municipis. També participà en les assemblees de Reus (1893) i Balaguer (1894).
La publicació de la història local li valgué de ser nomenat cronista oficial de la vila (1880), essent alcalde Josep A. Benach. Col·laborà intensament en la propaganda i projecció dels actes organitzats amb motiu de l'arribada a Vilanova del ferrocarril; és l'autor de la crònica d'aquests actes: Reseña de los festejos celebrados en Villanueva y Geltrú con motivos de la inauguración de los ferrocarriles directos (1882). També col·laborà a Vilanova a l'organització de l'Exposició Regional de 1882. El 20 d'agost de 1882 Víctor Balaguer va reunir la primera comissió per a la creació de la Biblioteca Museu, a la casa Samà i Coroleu en fou nomenat secretari; com a tal, contribuí a l'organització i la promoció fins a la inauguració l'any 1884, i es mantingué encara durant alguns anys.
És molt conegut el llibre Memorias de un menestral de Barcelona (1792-1864), publicat el 1888, a base de records històrics familiars, que figuren escrits per un botiguer liberal; s'ha considerat com un dels precedents possibles del senyor Esteve.

## Obres
- Las cortes catalanas (1876) escrit conjuntament amb Pella i Forgas
- Lo sometent (1877)
- Los Fueros de Cataluña (1878), escrit conjuntament amb Pella i Forgas
- Dels contractes d'emfiteusi i rabassa morta (1878)
- Historia de Villanueva y Geltrú (1878)
- El feudalismo y la servidumbre de la gleba en Cataluña (1878)
- Claris i son temps (1880)
- Cartas a un obrero (1885)
- Barcelona y sus alrededores (1887)
- Memorias de un menestral de Barcelona (1792-1864) (1880)
- Reseña de los festejos celebrados en Villanueva y Geltrú con motivos de la inauguración de los ferrocarriles directos (1882)
- Las superticiones de la humanidad
- América: historia de su colonización, dominación é independencia (1894)